# Hasta que nos volvamos a encontrar
Hasta que nos volvamos a encontrar es una película peruana y española de comedia romántica, escrita y dirigida por Bruno Ascenzo, y protagonizada por Stephanie Cayo y Maxi Iglesias. Producida por Tondero, es la primera película peruana lanzada para la plataforma de streaming Netflix. Se estrenó globalmente el 18 de marzo de 2022. 
La cinta recibió críticas mixtas, con comentarios positivos hacia los paisajes naturales mostrados en ella, pero con comentarios negativos a la trama, la dirección, personajes, y a otros factores.

## Sinopsis
Salvador Campodónico, un exitoso empresario español, cuya familia es dueña de la corporación hotelera más importante de toda España, viaja a Cusco para la construcción de su primer proyecto internacional. Allí conoce a Ariana, una aventurera mochilera que vive una vida completamente opuesta a la suya, libre de ataduras. Ambos visitan lugares turísticos de la zona, pero el empresario se da cuenta de que su pareja no permitirá construir el complejo.

## Reparto
- Stephanie Cayo es Ariana.
- Maxi Iglesias es Salvador Campodónico.
- Wendy Ramos es "Lichi".
- Jely Reategui es Janice.
- Nicolás Galindo es "Nandito".
- Vicente Vergara es Alberto Campodónico.
- Renata Flores es Urpi.
- Muki Sabogal es Eva.
- Mayella Lloclla es Sofía.
- Rodrigo Palacios es Vito.
- Anaí Padilla es Inés.
- Carlos Carlín es Mauricio.
- Ahmed Shawky Shaheen
- Amiel Cayo
- Alberick García
- Jaime Cruz Juscamaita

## Producción
El título hace alusión a una frase alternativa a la de despedida, el personaje interpretado por Cayo cita que la palabra del español «adiós» no tiene equivalencia directa en el idioma quechua.
Es anunciada en 2020 por el CEO de la empresa Reed Hastings y se filma en las localidades de Cuzco, Puno y Paracas. Inicialmente se llama Mochileros y está a cargo de la productora de Tondero, Cecilia Gómez de la Torre.

## Recepción
La película entra en las listas de mayor reproducción de la plataforma. El 24 de marzo de 2022, Perú es el país en el primer lugar, mientras que Costa Rica, Grecia, Israel, Portugal y Rumanía llegan al segundo lugar. El 23 de marzo, el largometraje llega al segundo lugar entre las cintas de habla no inglesas más vistas en la semana del 14 a 20 de marzo.
La película recibe críticas mixtas, en el sitio web IMDb tiene una calificación promedio de 5.7 de 10. En la primera semana RPP señala la falta de desarrollo en los personajes y que su "humor es plano y frío". Además, el crítico Renato León reclama a la agencia Efe la falta de representación indígena en su reparto con la intención de promocionar los destinos turísticos en la película. Por otro lado, Infobae elogia la fotografía y arte pero califica a su guion y dirección como "oportunidades perdidas", mientras que los portales Leisurebyte y Ready Steady Cut resaltaron el abuso de la fórmula de película romántica.
El periodista Rodrigo Escurra, del diario La República, señala que ante las críticas del propósito turístico de la película a la audiencia extranjera, "es solo prueba de que las comparaciones con un comercial de Promperú están justificadas", y refleja la falta de interés de la audiencia peruana por otras películas de calidad argumentativa estrenadas en este año.
En abril de 2022, El Comercio convoca comentarios de la prensa extranjera de entretenimiento; en las seis opiniones concuerdan en que su éxito de taquilla se debe al efecto chick flick, con los paisajes turísticos como principal atractivo.